# Olympische Winterspiele 1972/Eisschnelllauf
Bei den XI. Olympischen Spielen 1972 in Sapporo fanden acht Wettbewerbe im Eisschnelllauf statt. Austragungsort war das Makomanai-Stadion im Stadtbezirk Minami-ku. Erstmals wurden die Zeiten bis auf Hundertstelsekunden genau gemessen.

## Bilanz

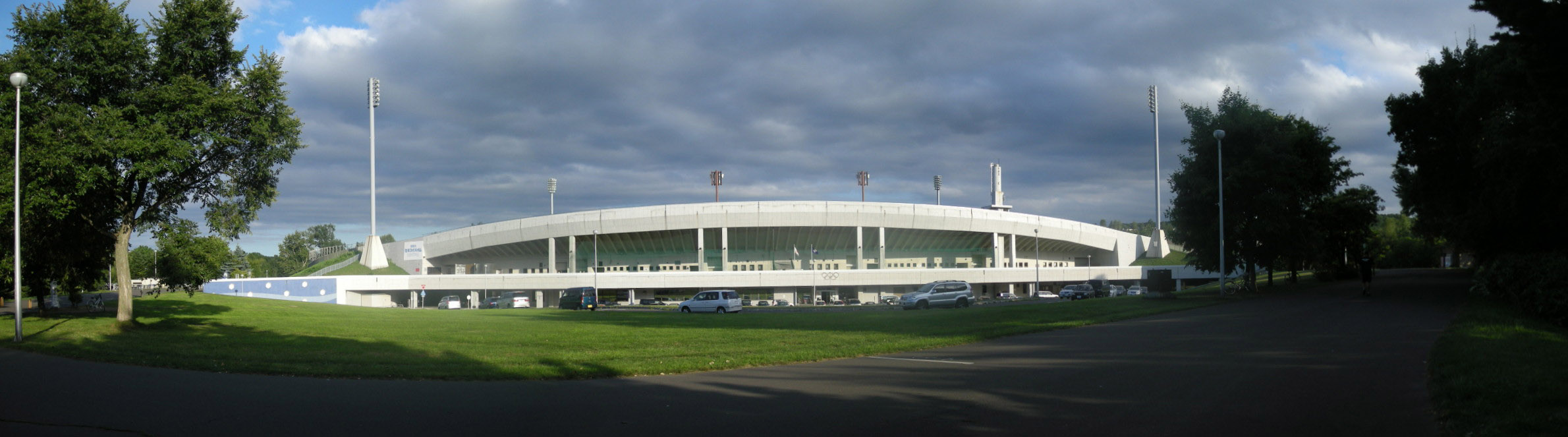
Das Makomanai-Stadion im Sommer 2007

### Medaillenspiegel
| Platz | Land               | Gold | Silber | Bronze | Gesamt |
| ----- | ------------------ | ---- | ------ | ------ | ------ |
| 1     | Niederlande        | 4    | 3      | 2      | 9      |
| 2     | Vereinigte Staaten | 2    | 1      | 1      | 4      |
| 3     | BR Deutschland     | 2    | –      | –      | 2      |
| 4     | Norwegen           | –    | 2      | 2      | 4      |
| 5     | Sowjetunion        | –    | 1      | 2      | 3      |
| 6     | Schweden           | –    | 1      | 1      | 2      |

### Medaillengewinner
| Konkurrenz | Gold          | Silber        | Bronze         |
| ---------- | ------------- | ------------- | -------------- |
| 500 m      | Erhard Keller | Hasse Börjes  | Waleri Muratow |
| 1500 m     | Ard Schenk    | Roar Grønvold | Göran Claeson  |
| 5000 m     | Ard Schenk    | Roar Grønvold | Sten Stensen   |
| 10.000 m   | Ard Schenk    | Kees Verkerk  | Sten Stensen   |

| Konkurrenz | Gold                  | Silber                | Bronze               |
| ---------- | --------------------- | --------------------- | -------------------- |
| 500 m      | Anne Henning          | Wera Krasnowa         | Ljudmila Titowa      |
| 1000 m     | Monika Pflug          | Atje Keulen-Deelstra  | Anne Henning         |
| 1500 m     | Dianne Holum          | Christina Baas-Kaiser | Atje Keulen-Deelstra |
| 3000 m     | Christina Baas-Kaiser | Dianne Holum          | Atje Keulen-Deelstra |

## Ergebnisse Männer

### 500 m
| Platz | Land | Sportler           | Zeit (s)   |
| ----- | ---- | ------------------ | ---------- |
| 1     | FRG  | Erhard Keller      | 39,44 (OR) |
| 2     | SWE  | Hasse Börjes       | 39,69      |
| 3     | URS  | Waleri Muratow     | 39,80      |
| 4     | NOR  | Per Bjørang        | 39,91      |
| 5     | FIN  | Seppo Hänninen     | 40,12      |
| 6     | FIN  | Leo Linkovesi      | 40,14      |
| 7     | SWE  | Ove König          | 40,25      |
| 8     | JPN  | Masaki Suzuki      | 40,35      |
| 9     | SWE  | Mats Wallberg      | 40,41      |
| 10    | FRG  | Hans Lichtenstern  | 40,55      |
|       |      |                    |            |
| 21    | FRG  | Gerhard Zimmermann | 41,35      |
| 23    | AUT  | Otmar Braunecker   | 42,14      |
| 31    | FRG  | Herbert Schwarz    | 43,03      |

Datum: 5. Februar 1972, 10:00 Uhr 

38 Teilnehmer aus 16 Ländern, davon 36 in der Wertung.

### 1500 m
| Platz | Land | Sportler           | Zeit (min)   |
| ----- | ---- | ------------------ | ------------ |
| 1     | NED  | Ard Schenk         | 2:02,96 (OR) |
| 2     | NOR  | Roar Grønvold      | 2:04,26      |
| 3     | SWE  | Göran Claeson      | 2:05,89      |
| 4     | NOR  | Bjørn Tveter       | 2:05,94      |
| 5     | NED  | Jan Bols           | 2:06,58      |
| 6     | URS  | Waleri Lawruschkin | 2:07,16      |
| 7     | USA  | Dan Carroll        | 2:07,24      |
| 8     | NED  | Kees Verkerk       | 2:07,43      |
| 9     | SWE  | Johnny Höglin      | 2:08,11      |
| 10    | FIN  | Kimmo Koskinen     | 2:08,18      |
|       |      |                    |              |
| 12    | FRG  | Gerhard Zimmermann | 2:08,95      |
| 31    | AUT  | Otmar Braunecker   | 2:14,88      |
| 32    | FRG  | Herbert Schwarz    | 2:15,42      |

Datum: 6. Februar 1972, 10:00 Uhr 

39 Teilnehmer aus 16 Ländern, alle in der Wertung.

### 5000 m
| Platz | Land | Sportler           | Zeit (min) |
| ----- | ---- | ------------------ | ---------- |
| 1     | NED  | Ard Schenk         | 7:23,61    |
| 2     | NOR  | Roar Grønvold      | 7:28,18    |
| 3     | NOR  | Sten Stensen       | 7:33,39    |
| 4     | SWE  | Göran Claeson      | 7:36,17    |
| 5     | NOR  | Willy Olsen        | 7:36,47    |
| 6     | NED  | Kees Verkerk       | 7:39,17    |
| 7     | URS  | Waleri Lawruschkin | 7:39,26    |
| 8     | NED  | Jan Bols           | 7:39,40    |
| 9     | FRG  | Gerhard Zimmermann | 7:41,16    |
| 10    | USA  | Dan Carroll        | 7:44,72    |
|       |      |                    |            |
| 27    | FRG  | Herbert Schwarz    | 8:26,03    |

Datum: 4. Februar 1972, 09:00 Uhr 

28 Teilnehmer aus 14 Ländern, alle in der Wertung.

### 10.000 m
| Platz | Land | Sportler           | Zeit (min)    |
| ----- | ---- | ------------------ | ------------- |
| 1     | NED  | Ard Schenk         | 15:01,35 (OR) |
| 2     | NED  | Kees Verkerk       | 15:04,70      |
| 3     | NOR  | Sten Stensen       | 15:07,08      |
| 4     | NED  | Jan Bols           | 15:17,99      |
| 5     | URS  | Waleri Lawruschkin | 15:20,08      |
| 6     | SWE  | Göran Claeson      | 15:30,19      |
| 7     | FIN  | Kimmo Koskinen     | 15:38,87      |
| 8     | FRG  | Gerhard Zimmermann | 15:43,92      |
| 9     | USA  | Dan Carroll        | 15:44,41      |
| 10    | JPN  | Kiyomi Itō         | 15:48,17      |

Datum: 7. Februar 1972, 09:00 Uhr 

24 Teilnehmer aus 14 Ländern, alle in der Wertung.

## Ergebnisse Frauen

### 500 m
| Platz | Land | Sportlerin           | Zeit (s)   |
| ----- | ---- | -------------------- | ---------- |
| 1     | USA  | Anne Henning         | 43,33 (OR) |
| 2     | URS  | Wera Krasnowa        | 44,01      |
| 3     | URS  | Ljudmilla Titowa     | 44,45      |
| 4     | USA  | Sheila Young         | 44,53      |
| 5     | FRG  | Monika Pflug         | 44,75      |
| 6     | NED  | Atje Keulen-Deelstra | 44,89      |
| 7     | USA  | Kathryn Ann Lunda    | 44,95      |
| 8     | URS  | Alla Butowa          | 45,17      |
| 9     | JPN  | Sachiko Saitō        | 45,35      |
| 10    | NED  | Ellie van den Brom   | 45,62      |
|       |      |                      |            |
| 12    | FRG  | Paula Dufter         | 45,77      |
| 13    | GDR  | Ruth Schleiermacher  | 45,78      |
| 17    | FRG  | Monika Stützle       | 48,15      |

Datum: 10. Februar 1972, 10:00 Uhr 

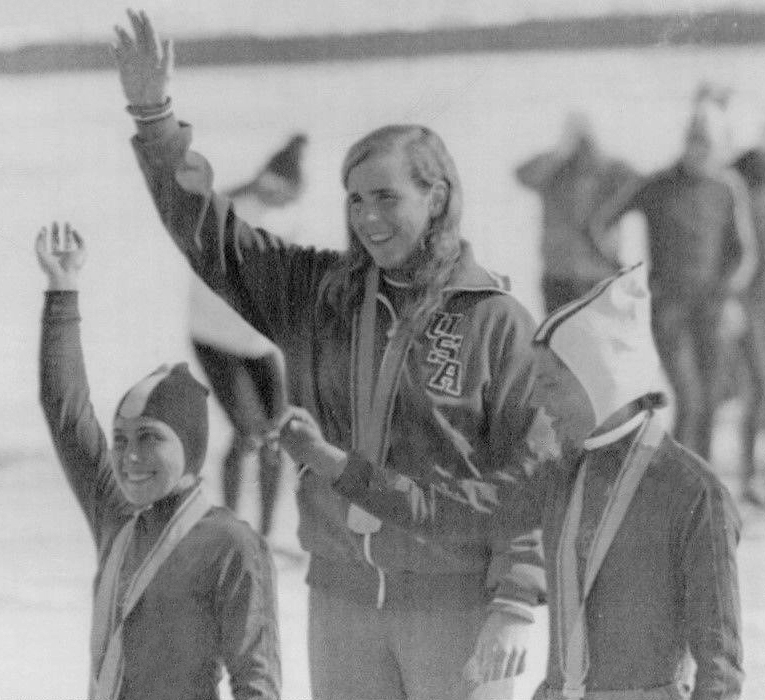
Siegerehrung des 500-Meter-Rennens

29 Teilnehmerinnen aus 12 Ländern, davon 28 in der Wertung.

### 1000 m
| Platz | Land | Sportlerin           | Zeit (min)   |
| ----- | ---- | -------------------- | ------------ |
| 1     | FRG  | Monika Pflug         | 1:31,40 (OR) |
| 2     | NED  | Atje Keulen-Deelstra | 1:31,61      |
| 3     | USA  | Anne Henning         | 1:31,62      |
| 4     | URS  | Ludmilla Titowa      | 1:31,85      |
| 5     | URS  | Nina Statkewitsch    | 1:32,21      |
| 6     | USA  | Dianne Holum         | 1:32,41      |
| 7     | NED  | Ellie van den Brom   | 1:32,60      |
| 8     | CAN  | Sylvia Burka         | 1:32,95      |
| 9     | NOR  | Sigrid Sundby        | 1:32,95      |
| 10    | URS  | Ljudmila Sawrulina   | 1:33,41      |
|       |      |                      |              |
| 12    | GDR  | Rosemarie Taupadel   | 1:33,79      |
| 16    | FRG  | Paula Dufter         | 1:34,86      |
| 33    | GDR  | Ruth Schleiermacher  | 1:52,65      |

Datum: 11. Februar 1972, 09:00 Uhr 

33 Teilnehmerinnen aus 12 Ländern, alle in der Wertung.

### 1500 m
| Platz | Land | Sportlerin               | Zeit (min)   |
| ----- | ---- | ------------------------ | ------------ |
| 1     | USA  | Dianne Holum             | 2:20,85 (OR) |
| 2     | NED  | Christina Baas-Kaiser    | 2:21,05      |
| 3     | NED  | Atje Keulen-Deelstra     | 2:22,05      |
| 4     | NED  | Ellie van den Brom       | 2:22,27      |
| 5     | GDR  | Rosemarie Taupadel       | 2:22,35      |
| 6     | URS  | Nina Statkewitsch        | 2:23,19      |
| 7     | USA  | Connie Carpenter-Phinney | 2:23,93      |
| 8     | NOR  | Sigrid Sundby            | 2:24,07      |
| 9     | URS  | Kapitolina Serjogina     | 2:24,29      |
| 10    | FRG  | Monika Pflug             | 2:24,69      |
|       |      |                          |              |
| 15    | FRG  | Paula Dufter             | 2:26,00      |
| 31    | FRG  | Monika Stützle           | 2:37,15      |

Datum: 9. Februar 1972, 10:00 Uhr 

31 Teilnehmerinnen aus 12 Ländern, alle in der Wertung.

### 3000 m
| Platz | Land | Sportlerin            | Zeit (min)   |
| ----- | ---- | --------------------- | ------------ |
| 1     | NED  | Christina Baas-Kaiser | 4:52,14 (OR) |
| 2     | USA  | Dianne Holum          | 4:58,67      |
| 3     | NED  | Atje Keulen-Deelstra  | 4:59,91      |
| 4     | NED  | Sippie Tigchelaar     | 5:01,67      |
| 5     | URS  | Nina Statkewitsch     | 5:01,79      |
| 6     | URS  | Kapitolina Serjogina  | 5:01,88      |
| 7     | FIN  | Tuula Vilkas          | 5:05,92      |
| 8     | URS  | Ljudmila Sawrulina    | 5:06,61      |
| 9     | PRK  | Han Pil-hwa           | 5:07,24      |
| 10    | NOR  | Sigrid Sundby         | 5:07,76      |
|       |      |                       |              |
| 15    | GDR  | Rosemarie Taupadel    | 5:12,85      |

Datum: 12. Februar 1972, 10:00 Uhr 

22 Teilnehmerinnen aus 10 Ländern, alle in der Wertung.